# Вільгельм Геттль
Вільгельм Геттль (нім. Wilhelm Höttl; 19 березня 1915, Відень — 27 червня 1999, Альтгаусзе) — австрійський нацист, штурмбанфюрер СС, працівник СД.

## Біографія
У 1938 році отримав докторський ступінь з історії у Віденському університеті. Ще будучи студентом, він вступив у НСДАП (квиток № 6 309 616) і СС (посвідчення № 309 510). З кінця 1939 року й до кінця Другої світової війни в Європі Геттль майже безперервно працював в Головному управлінні безпеки Рейху.
Спочатку Геттль працював у Відні в іноземному бюро СД, а потім переїхав до Берліна. У 1944 році Геттль став виконувачем обов'язків глави Ausland-SD (відділу розвідки та протидії шпигунству в Центральній і Південно-Східній Європі). У березні він був призначений в Будапешт, де служив другим за посадою в службі представника СС в Угорщині Генріха Гіммлера. Крім того, Геттль служив політичним радником німецького посла в Угорщині Едмунда Фезенмайєра, який, зокрема, доповідав у Берлін про великомасштабну депортації євреїв з Угорщини в 1944 році. Під час свого перебування в Будапешті Геттль спілкувався з американцями в Берні.
У березні 1945 року Геттль зв'язався з владою OSS в Швейцарії, а в травні 1945 року здався американській владі в Бад-Аусзее. Потім він був доставлений до Німеччини, де перебував в ув'язненні до жовтня 1947 року, після чого був переведений до Австрії і був ув'язнений в таборі Клессгайм поблизу Зальцбурга. Протягом цього часу Геттль був важливим свідком звинувачення на судових процесах у Нюрнберзі. У свідченнях від 25 листопада 1945 року Геттль розповів про свою бесіду з Адольфом Айхманом в серпні 1944 року. Їх зустріч віч-на-віч відбулася в офісі Геттля в Будапешті, і в ході бесіди згадувалося наступне: «Приблизно 4 000 000 євреїв були вбиті в різних концентраційних таборах, в той час як ще 2 000 000 були вбиті іншими способами, велика частина яких була розстріляна оперативними загонами Поліції безпеки під час кампанії проти Росії.»
Геттль був звільнений з ув'язнення в грудні 1947 року. Військова влада США відмовила у його видачі австрійському народному суду, який в той час займався переслідуванням нацистських злочинців. У березні 1948 він вступив в контакт з CIC і згодом став начальником управління двох шпигунських операцій — «MOUNT VERNON» і «MONTGOMERY».
У 1952 році Геттль відкрив школу в Бад-Аусзее і до 1980 року був її директором. Під псевдонімом Вальтер Гаген він написав книги «Секретний фронт» (Enigma Books, 1954) і «Операція Бернгард. Історичний звіт про найбільшу акції фальшивомонетників всіх часів» (Welsermühl Verlag, Wels 1955).

## Нагороди
- Медаль «У пам'ять 13 березня 1938 року»
- Медаль «У пам'ять 1 жовтня 1938» із застібкою «Празький град»
- Хрест Воєнних заслуг 2-го і 1-го класу з мечами
- Золотий почесний знак землі Штирія — за заслуги в якості історика і директора школи.